# Врхполє-при-Моравчах
Врхполє-при-Моравчах (словен. Vrhpolje pri Moravčah) — поселення в общині Моравче, Осреднєсловенський регіон, Словенія. 
Висота над рівнем моря: 373,7 м.